# Nikołaj Zabłocki
Nikołaj Fomicz Zabłocki, ros. Николай Фомич Заблоцкий (ur. 1867 w Leplu, zm. ?) – radziecki duchowny prawosławny.
Ukończył seminarium duchowne w Kazaniu. W 1919 r. w Gródku został aresztowany przez Czeka za udział w powstaniu antybolszewickim. Po procesie skazano na karę 15 lat więzienia. W okresie okupacji niemieckiej posługiwał jako protojerej od 1942 r. w soborze Kazańskim w Łudze. Na początku 1944 r. wywiózł z soboru kosztowności cerkiewne do Pskowa. Po wyzwoleniu miasta przez Armię Czerwoną w połowie 1944 r., został aresztowany przez NKWD pod zarzutem zdrady i donoszenia Niemcom. Po procesie skazano go na karę 20 lat łagrów. Dalsze jego losy są nieznane.